# سیکستوس دوم

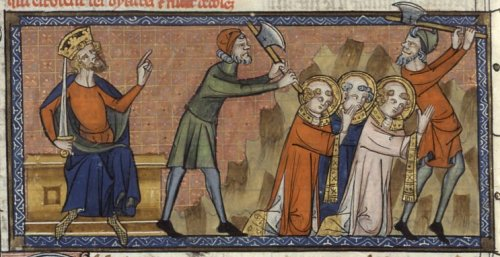
شهادت سیکتوس دوم قدیس

پاپ سیکتوس دوم (به انگلیسی: Pope Sixtus II) یکی از پاپ‌های کلیسای کاتولیک رم بود که در یونان به دنیا آمد و بین سال‌های ۲۵۷ تا ۲۵۸ میلادی پاپ بود.